# Prolativ
Prolativ är i den grammatiska morfologin det kasus som anger vad som används eller vad som blir använt. Hela svenska språket saknar prolativ, men i svenskan kan prepositionerna "via", "genom", "för", "per", "över", "av", "till" eller "med" framför huvudordet som antingen står i grundform eller objektsform om det står i personligt pronomen. Jag gör det för hand där för hand står i prolativ. I finskan och estniskan finns prolativ, men det är ej ett officiellt kasus men är nära att bli det femtonde kasuset i estniskan.

## Prolativ i olika språk

### Prolativ i finska
I finskan kan det kallas för det "sextonde kasuset", men på grund av dess få böjningar i adjektiv och pronomen har detta kasus ej fått någon officiell status. Det vanligaste med prolativ i finskan är att man lägger på suffixet -(i)tse på ordstammen, t.ex. posti - postitse (post; med/via post(en)), puhelin - puhelimitse (telefon; via telefon(en)), netti - netitse (internet - via/över internet(et)).

### Prolativ i estniskan
Estniskan kan kalla prolativ som ett officiellt kasus på grund av dess stora användning. Det märks bl.a. genom att suffixen -tsi eller -si, några exempel är käsitsi (för hand), jalgsi (till fots).

### Prolativ i baskiska
Prolativ är en del av baskiskans kasussystem som märks med suffixen -tzat.